# سيتي بنك كوريا
سيتي بنك كوريا (بالإنجليزية: Citibank Korea) هو الفرع الكوري الجنوبي لـسيتي غروب، ويقع مقره الرئيسي في سيول. يقدم البنك مجموعة متنوعة من الخدمات المصرفية للأفراد والشركات، وكان يُعد أحد البنوك الأجنبية الرائدة في كوريا الجنوبية.

## التاريخ
تعود أصول البنك إلى عام 1967 عندما تأسس باسم "بنك كوريا الأول". في عام 1984، استحوذ سيتي بنك على حصة الأغلبية في البنك، وأعيدت تسميته لاحقًا ليصبح "سيتي بنك كوريا". على مر السنين، وسّع البنك عملياته ليشمل الخدمات المصرفية للأفراد والشركات على حد سواء.

## العمليات
قدم سيتي بنك كوريا خدمات مالية متنوعة، بما في ذلك القروض والودائع وخدمات بطاقات الائتمان والاستثمار. في السنوات الأخيرة، قلص البنك بشكل كبير عملياته في مجال التجزئة المصرفية، مركزًا بشكل أكبر على الخدمات المصرفية للشركات والعملاء من ذوي الثروات العالية.